# 2960 Ohtaki
2960 Ohtaki este un asteroid din centura principală, descoperit pe 18 februarie 1977 de Hiroki Kosai și Kiichiro Hurukawa.